# Paul Apel
Paul Apel (* 27. Juni 1896 in Nordhausen; † 16. März 1965 in Oberhöchstadt/Taunus) war ein deutscher Widerstandskämpfer zur Zeit des Dritten Reiches.

## Informationen zur Person
Während seiner Lehrlingszeit trat er 1911 der Arbeiterjugend bei. Von 1915 bis 1918 diente der gelernte Polsterer als Soldat im Ersten Weltkrieg, danach arbeitete er als Tapezierer. 1919 wurde er Mitglied der SPD, 1924 des Reichsbanners Schwarz-Rot-Gold. Dort war er von 1929 bis 1933 als Geschäftsführer im Gau Hessen-Nassau tätig.

## Rolle als Widerstandskämpfer
Er organisierte ab 1934 im Rhein-Main-Gebiet ein Verteilernetz für das Informationsblatt Sozialistische Aktion. Gedeckt wurden seine Aktivitäten durch den Vertrieb der legalen Zeitungen Grüne Post und Blick in die Zeit. Unterstützt wurde er hierbei vor allem durch ehemalige Reichsbanner-Aktivisten sowie SPD- und Gewerkschaftsmitglieder, die Stützpunkte in zahlreichen Städten im Rhein-Main-Gebiet unterhielten (zum Beispiel Christian Weiß). Die Finanzierung der konspirativen Arbeit lief u. a. über den Verkauf der Sozialistischen Aktion. Schwerpunkt dieser Arbeit war das Sammeln von Informationen zur gesellschaftlichen Lage im Dritten Reich, zu Streiks, Terrormaßnahmen sowie zur deutschen Aufrüstung. Die Informationen gingen meist über Luxemburg an die Sopade nach Prag. Darüber hinaus wurden Geheimtreffen verschiedener Gruppen und Personen im In- und Ausland organisiert, um die Arbeit im Widerstand besser zu koordinieren und zu vernetzen.
Bei einer Verhaftungswelle 1935 wurden Apel und über 100 Mitstreiter verhaftet. Am 28. Januar 1937 wurde Apel vom Oberlandesgericht Kassel zu 8 Jahren Haft verurteilt. 1944 wurde er in das KZ Dachau verbracht. Den Todesmarsch ab dem 26. April 1945 überlebte er durch die Befreiung durch amerikanische Truppen am 2. Mai 1945 in der Nähe von Bad Reichenhall.

## Nach 1945
Paul Apel baute nach dem Krieg die SPD in Frankfurt/Main wieder mit auf und war an der Verfolgung von NS-Tätern sowie der Entnazifizierung beteiligt. Er lehnte die Übernahme des Aufbaus des Polizeiwesens von Frankfurt ab, ebenso die Organisation der Bahnpolizei. Er wurde dann bei der Deutschen Bundesbahn Dezernent für Schulung (Zentralschule für Beamte des Fahrdienstes in Bad Schwalbach i.Ts.), sowie der Dezernate Verkehr und Presse. Diese Ämter hat er dann später bis auf die Schulung reduziert.
Aus gesundheitlichen Gründen, die hauptsächlich auf die Gefangenschaft zurückgingen, hat er seinen Dienst bei der Deutschen Bundesbahn Anfang 1963 aufgeben müssen.
Parallel zu seiner Dienstzeit bei der DB hat er sich in seiner neuen Heimat Oberhöchstadt am politischen Leben beteiligt und über eine lange Zeit den Vorsitz der Gemeindevertretung innegehabt.